# Engodsag.dk
Engodsag.dk var et dansk hjælpeprojekt, der samlede penge ind via internettet til danske og internationale udviklings- og nødhjælpsorganisationer, fx Dansk Røde Kors, Kræftens Bekæmpelse og Red Barnet. Virksomheden blev stiftet af Jonathan Løw og Mads Ellegaard.
Projektet fik over 5000 internet-butikker, eksempelvis Amazon, eBay, KLM og Ellos, til at forpligte sig til at donere penge til velgørende formål.[kilde mangler] Det skete ved, at brugerne besøgte butikkerne via engodsag.dk og derved fik en rabat, som de kunne give videre til deres foretrukne hjælpeorganisation. Forretningen blev finansieret ved, at engodsag.dk efter eget udsagn beholdt 25 % af de indsamlede midler via e-handlen og donerede 75 % videre. Der blev imidlertid fra flere sider sat spørgsmålstegn ved størrelsen af uddelingerne, og det blev hævdet, at virksomheden beholdt en langt større andel. Ligeledes blev der rejst kritik af de formål brugerne kunne donere til, eksempelvis foreninger mod fri abort og til omvendelse af homoseksuelle.
For at gøre det nemmere for brugerne at hjælpe deres foretrukne organisation udviklede engodsag.dk programmet AidMaker (først kendt som "Det Gode Program"). Programmet sikrede, at når en bruger shoppede på nettet, blev der automatisk doneret penge til vedkommendes hjælpeorganisation – uden at behøve at gå via engodsag.dk først.
Over 50.000 mennesker hentede programmet alene på det første år, det eksisterede, og da engodsag.dk var på sit højeste havde projektet flere end 100.000 downloads.[kilde mangler]
Engodsag.dk fik massiv medieomtale i bl.a. TV Avisen, TV2 Nyhederne, GO' Aften Danmark m.m.[kilde mangler] og blev i 2006 tildelt to e-handelspriser,[kilde mangler] deriblandt Publikumsprisen. Firmaet modtog i 2006 Årets Boble Pris (Innovationspris).[kilde mangler] I 2008 modtog projektet desuden Edison Prisen af Computerworld for Danmarks bedste IT-idé.
Endvidere lavede engodsag.dk en række alternative PR-stunts såsom sponsoratet af Tibets fodboldslandshold, Verdens Største Børnekor på Århus Stadion, feel-good-kampagnen Go Galskab m.m.[kilde mangler]
Det lykkedes Engodsag.dk at tilknytte en række kendte personer som ambassadører til virksomheden, bl.a. Nikolaj Coster-Waldau, Stine Stengade, Pernille Højmark, Per Pallesen, Ib Michael, Daniel Agger, Søs Egelind m.fl. I Sverige var Ace of Base o.a. ambassadører,[kilde mangler] mens Richard Gere var tiltænkt at skulle repræsentere projektet i USA.
I 2007 donerede virksomheden 1,4 millioner til velgørende i formål, mens det i 2008 faldt til knap en million. Virksomheden havde på sit højdepunkt i 2008 14 fuldtidsmedarbejdere og et tilsvarende antal praktikanter.
Med et kapitalindskud på 10 millioner og en samarbejdsaftale med MySpace forsøgte Engodsag i 2008 at videreføre succesen i udlandet, bl.a. Italien, Frankrig, Holland, Sverige, Tyskland, England[kilde mangler] og USA. Internationaliseringen slog dog fejl og medførte et underskud på 9 millioner. Årsagen var ifølge virksomheden selv en kombination af finanskrisen og forskelligartede krav på de internationale markeder.
I november 2009 opgav ledelsen at videreføre virksomheden, som herefter blev tvangsopløst.
Hjemmesiden og alle øvrige aktiviteter er i dag ophørt.